# Sociedad de la Justicia de América
La Sociedad de la Justicia de América, o SJA  (Justice Society of America o JSA en su denominación estadounidense), es un grupo de superhéroes de DC Comics y primer cómic de un equipo de superhéroes en la historia. La SJA fue creada por el editor Sheldon Mayer y el escritor Gardner Fox durante la era dorada de los cómics. La primera aparición de la SJA fue en la revista All Star Comics N.º 3 (invierno de 1940). Los miembros originales de la Sociedad de la Justicia de América fueron el Doctor Fate, Hourman, el Espectro, Sandman, Átomo, Flash, Linterna Verde, y el Hombre Halcón. Al contrario de los equipos subsecuentes, la SJA no se limitaba solo a héroes publicados en sus propios títulos ya que el editor quería exponer personajes menos conocidos.
El equipo fue muy popular inicialmente, pero una vez que la popularidad de los cómics de superhéroes declinó a finales de la década de 1940, las aventuras de la SJA cesaron y la publicación All Star Comics pasó a llamarse All-Star Western en 1951.
Durante la Edad de Plata, DC reinventó a varios miembros populares de la Sociedad de la Justicia y reunió a muchos de ellos en la Liga de la Justicia de América. Otros miembros de la SJA se mantuvieron ausentes de los cómics por diez años hasta que Jay Garrick apareció junto a Barry Allen, su contrapartida de la edad de plata, en Flash #123 (septiembre de 1961). Sin embargo, en lugar de considerar a la SJA reemplazada, se estableció que la Sociedad existía en la Tierra-2, mientras que la Liga de la Justicia en Tierra-1, versiones diferentes de la Tierra localizadas en universos diferentes. Esto permitió que se hicieran eventos anuales de cruce-dimensional, en que ambos equipos colaboraban, desde 1963 hasta 1985. También originó nuevas series, como All-Star Squadron, Infinity Inc. y un nuevo All Star Comics, que destacó a la SJA, sus hijos y sus herederos. Estas series exploraron los problemas que se suscitan al envejecer, la diferencia generacional y contrastes entre la Edad Dorada y las eras subsecuentes.
En aquella continuidad estaban en actividad las versiones originales de Batman, Superman y la Mujer Maravilla, quienes eran miembros del grupo. Superman y Batman eran solo miembros honorarios, la Mujer Maravilla cumplía funciones de secretaria, mientras que Flash (Jay Garrick) y Linterna Verde (Alan Scott) tuvieron una breve permanencia en los primeros episodios. Tiempo después, un cambio en la política de 1944 les permitió regresar al grupo. Otros miembros populares eran Hombre Halcón, el El Espectro, Hourman, Doctor Fate y Átomo.
La serie limitada de 1985 Crisis on Infinite Earths fusionó en una sola todas las varias realidades alternativas de la compañía, ubicando a la SJA como predecesores, de la era de la Segunda Guerra Mundial, de los personajes modernos de la compañía. Una serie de la SJA se publicó entre 1999 y 2006, y otra serie de la Justice Society of America se publicó entre 2007 y 2011. Como parte del relanzamiento en 2011 de la línea entera de libros mensuales de DC Comics, una versión sin nombre del equipo aparece en el volumen 1 de Earth 2 (2012–2015), en Earth 2 World's End (2014–2015), y en Earth 2: Society (2015–2017).

## Historia

### All Star Comics
La Sociedad de la Justicia de América apareció por primera vez en All Star Comics #3 (invierno de 1940-1941) escrita por Gardner Fox y editada por Sheldon Mayer durante la Edad de oro de los cómics. El equipo estaba formado inicialmente por: el Doctor Fate, Hour-man (como se escribía su nombre entonces), el Espectro, Sandman, Átomo, Flash, Linterna Verde, y el Hombre Halcón. En tanto algunos de estos personajes (el Átomo, el Relámpago, Linterna Verde y el Hombre Halcón) eran publicados por All-American Publications y no por DC Comics, All-Star Comics #3 es considerado como el primer título de superhéroes entre compañías, así como el primer título incluyendo un equipo de superhéroes. El historiador de cómics Les Daniels señaló que: "Obviamente fue una gran idea, ya que ofrecía a los lectores un montón de personajes principales por diez centavos, así como también la diversión de ver interactuar a personajes favoritos de los fans."
Las aventuras de la SJA eran escritas por Gardner Fox, así como por John Broome y Robert Kanigher. La serie fue ilustrada por un gran número de artistas entre los que estuvieron Martin Nodell, Joe Kubert, Jack Kirby, Harry Lampert, Joe Simon, Alex Toth, Sheldon Moldoff, Carmine Infantino, Joe Giella, Win Mortimer, Bernard Baily, Frank Giacoia, H. G. Peter, Jack Burnley, Lee Elias, Irwin Hasen, Bob Oksner, Paul Reinman, Everett E. Hibbard y Bernard Sachs.: 21–34 
La primera historia de la SJA trató sobre la primera reunión del equipo, con una secuencia de encuadre para cada miembro que contaba la historia de una hazaña individual. En el siguiente número, el equipo trabaja conjuntamente en un caso común, pero a partir de ahí cada historia seguía presentando a los miembros individualmente en una misión que implicaba una parte del caso, para unirse al final a cerrar las cosas. Una regla interna establecida explícitamente en la última página de All Star Comics #5, reimpresa en la página 206 de All Star Comics Archives Vol. 1, exigía que cuando un miembro recibiera su propia revista, ese personaje dejaba All Star Comics, convirtiéndose en un "miembro honorario" de la SJA. Así, Flash fue sustituido por Johnny Thunder después del número 6, y Linterna Verde se marchó poco después por el mismo motivo. Por esta razón, se estableció que Superman y Batman ya eran miembros "honorarios" antes de All Star Comics #3. No se explicó cómo es que estos dos héroes ayudaron a fundar la SJA antes de convertirse en miembros honorarios de ella sino hasta el DC Special #29 de 1977. El Hombre Halcón es el único miembro que aparece en todas las aventuras de la SJA en la serie original de All Star Comics.: 178 
El número 8 de All Star Comics (diciembre de 1941/enero de 1942) fue la primera aparición de la Mujer Maravilla. A diferencia de los otros personajes que tenían sus propias revistas, se le permitió aparecer en la serie, pero solo como secretaria de la SJA a partir del número 11, y no participó activamente en la mayoría de aventuras sino hasta mucho más tarde en la serie. Fue excluida de la revista debido a las mismas reglas que habían excluido a Flash, Linterna Verde, Superman y Batman de ésta, si bien en el número 13 se afirmó que se había convertido en una miembro activa.
En All Star Comics #14 (diciembre de 1942-enero de 1943) se presentó un club de aficionados del equipo llamado "Junior Justice Society of America". El kit de afiliación incluía una carta de bienvenida, una insignia, un decodificador, un cómic de cuatro páginas y un certificado de membresía.
Para el número 24 de All Star Comics (primavera de 1945), se había producido un cisma en el mundo real entre National Comics y All-American Publications—una empresa independiente, al menos de nombre, dirigida por Max Gaines y Jack Liebowitz—, lo que provocó que los héroes pertenecientes a Detective Comics, Inc. (National Comics) fueran sacados de la revista. Como resultado, Flash y Linterna Verde volvieron al equipo. Con el número 27 (invierno de 1945), National Comics compró la parte de Max Gaines en All-American y las dos compañías se fusionaron para formar Detective Comics, Inc.: 84–89  La lista de miembros de la SJA se mantuvo prácticamente igual durante el resto de la serie. Gardner Fox abandonó la serie en el número 34 (abril-mayo de 1947) con una historia que presentaba a un nuevo supervillano, el Wizard (Brujo). La Sociedad de la Injusticia luchó por primera vez contra la SJA en el número 37, en una historia escrita por Robert Kanigher. El segundo miembro femenino del equipo, Canario Negro, ayudó por primera vez al grupo en el número 38 de All Star Comics y se convirtió en miembro de pleno derecho en el número 41.
Tanto All Star Comics como las aventuras de la SJA de la edad de oro terminaron con el número 57, y el título pasó a llamarse All-Star Western, sin superhéroes. Se ha conservado una buena cantidad de ilustraciones de una historia inédita de All Star Comics titulada "The Will of William Wilson" y se ha reimpreso en varias publicaciones del editorial TwoMorrows Publishing.
La explicación de la desaparición del equipo y de la inactividad de la mayor parte de sus miembros después de los primeros años de la década de 1950 se dio por primera vez en el número 466 de Adventure Comics ("¡La derrota de la Sociedad de la Justicia!", diciembre de 1979) por el escritor Paul Levitz, en el que se explicaba que la mayoría de héroes de la Sociedad prefirieron que se disolviera y retirarse antes que comparecer ante el Comité Conjunto de Actividades Antiamericanas, que les exigía desenmascararse.
El liderazgo de la Sociedad de la Justicia recaía principalmente en el Hombre Halcón, aunque al principio Flash, y más tarde Linterna Verde, se turnaron para liderar el equipo. Durante un breve periodo en 1942, se les conoció como el Batallón de la Justicia, ya que se convirtieron en una extensión de las fuerzas armadas de los Estados Unidos de América durante la Segunda Guerra Mundial. Más tarde se explicó que la razón por la que la SJA no invadió Europa y puso fin a la guerra fue la influencia de la Lanza del Destino, que hizo que los miembros más poderosos de la SJA cayeran bajo el control de su portador, Adolf Hitler. En la década de 1980, se estableció que la SJA tenía una afiliación poco firme con el All-Star Squadron. Las aventuras del All-Star Squadron se desarrollaban en la década de 1940 y se consideraron simultáneas a las de la Sociedad de la Justicia en una "retrocontinuidad."
El cuartel general de la SJA era inicialmente una suite de hotel en la ciudad de Nueva York y, tras la guerra, el equipo se instaló en un edificio de piedra rojiza en Ciudad Gótica, y más tarde en Civic City. Durante un breve período, se le brindó a la SJA una sede satélite, como ocurriera con su contrapartida posterior, la Liga de la Justicia de América. Esto resultó ser una trampa mortal orquestada por el secuaz de un senador corrupto de Eliminations, Inc. La casa de piedra rojiza de Gotham City permaneció desocupada hasta años después, cuando el equipo volvió a estar activo. El cuartel general utilizado en la década de 2000 fue una casa de piedra rojiza en Morningside Heights.

### La Edad de Plata
Tras haber introducido con éxito nuevas versiones de varios personajes (Flash, Linterna Verde, etc.) durante la llamada edad de plata, a finales de la década de 1950, DC contrató al veterano de la industria y antiguo guionista de la Sociedad de la Justicia, Gardner Fox, para que creara una nueva versión de la Sociedad de la Justicia. El editor Julius Schwartz, influenciado por la popularidad de las ligas Nacional y Americana de béisbol profesional en los Estados Unidos, decidió cambiar el nombre del equipo de Sociedad de la Justicia al de Liga de la Justicia.
En The Flash #123 (septiembre de 1961) "The Flash of Two Worlds" (lit., el Flash de dos mundos), el Flash de la Edad de Plata se encuentra con su homólogo de la Edad de Oro, Jay Garrick que, junto con el resto de la Sociedad de la Justicia original, se dice que habita en un universo alternativo. Este histórico encuentro se convirtió así en uno de los cómics clásicos de DC de la Edad de Plata. Las cartas de los aficionados en las páginas de los siguientes números fueron tremendamente entusiastas sobre el reavivamiento del Flash original, tanto los aficionados más veteranos que recordaban las viejas historias de la SJA, como de los más jóvenes, deseosos de saber más sobre estos nuevos héroes. Se produjeron más reuniones en The Flash #129 "Doble peligro en la Tierra" (junio de 1962), y en The Flash #137 "La venganza del villano inmortal" (junio de 1963). The Flash #129 contiene la primera mención de la SJA en la edad de plata, y se refiere directamente a su última aventura en All-Star Comics #57, mientras que en The Flash #137 la SJA se vuelve a formar.
Estas historias prepararon el terreno para "Crisis on Earth-One" (lit., Crisis en Tierra-Uno; Justice League of America #21, agosto de 1963) y "Crisis on Earth-One" (lit., Crisis en Tierra-Dos; Justice League of America #22, septiembre de 1963), una historia en dos partes en la que la Sociedad de la Justicia de la Edad de Oro se une a la Liga de la Justicia de la Edad de Plata para combatir a un equipo de villanos de ambos mundos.
Al año siguiente, se introdujo Tierra-Tres con Justice League of America #29, "Crisis en Tierra-Tres", (agosto de 1964). Esta Tierra presenta una versión malvada de la Liga de la Justicia conocida como el Sindicato del Crimen de América, cuyos miembros incluyen a Superwoman (una versión malvada de la Mujer Maravilla), Owlman (una versión malvada de Batman), Ultraman (una versión malvada de Superman), Johnny Quick (una versión malvada de Flash) y Power Ring (una versión malvada de Linterna Verde). Estas historias se convirtieron en las primeras de una larga serie de reuniones de los dos supergrupos, una tradición anual de verano que continuó hasta 1985. Estas reuniones produjeron un número considerable de acontecimientos y personajes notables en la historia de la SJA, como la salida de Canario Negro para unirse a la Liga de la Justicia, el regreso del equipo de la edad de oro llamado los Siete Soldados de la Victoria, la creación de los Combatientes de la Libertad, que incorporaron a varios personajes de Quality Comics a la continuidad de DC después de que los personajes fueran adquiridos por DC Comics, y la introducción de otras Tierras alternativas para albergar a estos otros equipos.
Además de las apariciones anuales junto con la Liga de la Justicia de América, los miembros de la SJA aparecieron como invitados en otros títulos durante los años siguientes: el Átomo de la Edad de Oro en los números 29 y 36 de The Atom, y el Linterna Verde de la edad de oro en varios números de Linterna Verde. Además, varios de los personajes aparecieron en historias de trabajo en equipo en números de los títulos de DC The Brave and the Bold y Showcase, mientras que el Espectro recibió una serie en solitario en esta última, que dio lugar a su propia serie.
Durante este periodo, algunos miembros de la SJA, residentes en "Tierra-Dos", fueron representados como versiones de mediana edad de sus homólogos más jóvenes y contemporáneos de la "Tierra-Uno"; la representación de los personajes de "Tierra-Dos" como mayores que sus homólogos facilitó la incorporación de la historia ficticia existente de la Sociedad de la Justicia de América en las historias recién escritas sobre los personajes de "Tierra-Dos". Posteriormente, esta diferencia de edad ficticia se convertiría en un tema importante para el desarrollo de los personajes, ya que las historias ficticias de las diferentes versiones de los mismos personajes se desviaban significativamente entre sí por su diferencia de edad, incluyendo incluso la muerte de personajes populares como Batman en un escenario, mientras que otras versiones contemporáneas de los personajes vivían como habitantes de una "Tierra" ficticia diferente.

### Pre-crisis, Tierra Dos
En la continuidad pre-Crisis, en Tierra-2, los miembros fundadores de la Sociedad de la Justicia fueron Doctor Fate, Hourman, The Spectre, Sandman, Atom, Flash, Green Lantern (Linterna Verde) y Hawkman (Hombre Halcón). Flash sería sustituido por Johnny Thunder. Hawkman es el único miembro que siempre ha estado en la Sociedad en el transcurso de su historia. Wonder Woman sería la primera mujer en el grupo de superhéroes aunque inicialmente solo en el rol de secretaria.
En All-Star Comics #58 (enero de 1976) la Sociedad aceptó a un grupo de héroes más jóvenes, llamado brevemente "Super Squad". A comienzos de la década de 1950, un comité de actividades metahumanas de la casa blanca de América obligó a la Sociedad de la Justicia a desmantelarse y retirarse en lugar de hacer públicas sus identidades civiles (Adventure Comics #466, diciembre de 1979). La presidencia de la Sociedad de la Justicia había residido principalmente en Hawkman, aunque inicialmente fue Flash. Más tarde Linterna Verde se convertiría en líder del equipo. Durante un breve período en 1942 eran conocidos como el Batallón de la Justicia, ya que se convirtieron en una extensión de las fuerzas armadas de los Estados Unidos de América durante la Segunda Guerra Mundial. Más tarde se reveló que la razón por la cual la Sociedad de la Justicia no invadió Europa y puso fin a la guerra lo cual se debió a la influencia de la Lanza del Destino, que causaría que los más poderosos miembros de la Sociedad cayeran bajo el control de su poseedor, Adolf Hitler. Después la Sociedad realzaría una amplia asociación con el All-Star Squadron. Ambos equipos surgieron a petición del presidente norteamericano Franklin D. Roosevelt. El cuartel general de la Sociedad de la Justicia fue inicialmente una suite de un hotel en la ciudad de Nueva York, después de la guerra el equipo se estableció en un edificio en Brownstone y más tarde en Gotham City. Durante un periodo muy breve, la Sociedad contaba con un satélite, al igual que sus homólogos de Tierra Uno, la Liga de la Justicia.
En Flash (Vol. I)I #123 "El Flash de Dos Mundos" (septiembre de 1961), Flash de Tierra Uno se reunió con su homólogo de Tierra Dos, Jay Garrick. Otras reuniones tuvieron lugar en Flash (Vol. II) # 129 (junio de 1962) y Flash (Vol. II) #137 (junio de 1963). Los sucesos anteriores desencadenarían la "Crisis en la Tierra-1" (Liga de la Justicia de América #21, agosto de 1963) y "Crisis en la Tierra-2" (Liga de la Justicia de América #22, septiembre de 1963), donde la Sociedad de la Justicia tendría colaboración con la Liga de la Justicia para luchar contra un equipo de villanos de ambos mundos.
Al año siguiente, la Tierra-3 se ha introducido plenamente en la Liga de la Justicia de América #29, "Crisis en la Tierra-3", (agosto de 1964). Esta Tierra presentó una versión malvada de la Liga de la Justicia conocido como el Sindicato del Delito de América, cuya alineación consistía de Super Woman (versión malvada de Wonder Woman), Owlman (versión malvada de Batman), Ultraman (versión malvada de Superman), Johnny Quick (versión malvada de Flash) y Power Ring (versión malvada de Linterna Verde).
Las reuniones entre la Sociedad de la Justicia y la Liga de la Justicia se hicieron tradición hasta 1985. Estas reuniones elaboraron un número considerable de acontecimientos incluidos la deserción de Canario Negro de la Sociedad para unirse a la Liga de la Justicia, el regreso de los Siete Soldados de la Victoria, la creación de los Combatientes por la Libertad y la introducción de una serie de otras tierras alternativas para albergar a otros equipos. En All-Star Squadron Anual #3, la Sociedad de la Justicia (y varios amigos) habían absorbido la energía mágica del villano Ian Karkull durante una aventura en la década de 1940 que atrofió su proceso de envejecimiento.
Después de la crisis en las tierras infinitas, en los últimos días de la Sociedad, la mayoría de los miembros de la Sociedad lucharon en contra de las fuerzas del mal en un limbo (Ragnarok) de manera permanente. Solo Power Girl, Star-Spangled Kid, Spectre y Dr. Fate escaparon del cataclismo. En la serie limitada Armageddon: Inferno, La Sociedad regresó al actual Universo DC (Post-crisis) cuando Wave Rider los reemplazó en el ciclo Ragnarok con otros súper seres, lo que permite al equipo volver a la Tierra.
En 1992, en la serie mensual titulada Justice Society of America, (Len Strazewski y Mike Parobeck), con equipo original se adapta a la vida después de regresar de Ragnarok. No mucho después, la mayoría del equipo fue incapacitado o muerto en la serie Hora Cero. Durante la batalla entre la sociedad de la Justicia y el villano Extant, quien elimina la energía cronal que mantenía a la Sociedad de la Justicia joven, Atom, Dr. Mid-nite y Hourman mueren inmediatamente; Hawkman y Hawkgirl se funden en un nuevo ser llamado Hawkgod; Dr. Fate muere como consecuencia del envejecimiento de Hora Cero; Linterna Verde se mantiene joven por los místicos efectos de la Starheart pero pierde su anillo y posteriormente cambia su nombre a Sentinel. El resto del equipo está ahora físicamente demasiado viejo para seguir la lucha contra la delincuencia y se retira. Por su parte Starman pasa su legado heroico a sus hijos, quienes protagonizan una de las nuevas series creadas a partir de Hora Cero, bajo la pluma de James Robinson creador de  Starman . Esta nueva serie trajo aparejada nueva atención al legado de la SJA, y este escritor habría de relanzar más tarde a la Sociedad de la Justicia en una nueva serie.
A principios de 1999 el equipo se reúne en el arco "Cinco veces crisis" de la serie JLA de Grant Morrison (#28-31). Así a finales de 1999 ve la luz el Volumen 2 de la SJA en formato de cómic mensual, extendiéndose su aparición a lo largo de 87 números.

## Miembros de la Sociedad de la Justicia

### Miembros Fundadores
- Flash (Jay Garrick): era un estudiante en el año 1940 (por lo que su nacimiento es ubicado en 1922) quien inhaló en estado inconsciente los vapores emanados por una sustancia química (en algunas versiones se la menciona como agua dura). Como resultado recibió supervelocidad y reflejos sobre-humanos. Después de una gran carrera como estrella de fútbol americano, se convirtió en The Flash usando una camiseta roja con el dibujo de un rayo y un casco de metal con alas (diseño basado en Mercurio) comenzó a luchar contra el crimen. Jay -The Flash- Garrick no usaba máscara ya que su cuerpo vibraba a gran velocidad, así que cuando le tomaban una fotografía su cara era imposible de identificar.
- Átomo (Al Pratt): Inicialmente con 98 kg proverbial débil libra, intimidado en la escuela y no para impresionar a la chica de sus sueños, María Santiago, el 5 '1 "Al Pratt fue entrenado para la lucha contra la condición de exboxeador Joe Morgan (el mismo que entrenó a compañeros de Pratt Mystery Men, Lince y el Guardian). Pratt pronto se convirtió en miembro fundador de la Sociedad de la Justicia de América.
- Hombre Halcón (Carter Hall): nació a mediados de 1910. Es arqueólogo y vive en Nueva York. Está casado con Shiera Sanders Hall (Chica Halcón, Padre de Hector Sanders Hall (Silver Scarab/Sandman III) y Padrino de Norda de Feithera (Northwind). Utiliza un par de alas integradas por un material alternativamente llamado Metal Nth. Esta sustancia desafía a la gravedad, permitiendo a su portador la energía del vuelo. Hombre Halcón es también experto en el uso de una variedad de armas antiguas que él prefiere en combate. Sin su armadura Hombre Halcón es un hombre mortal y se puede matar o dañar como tal.
- Linterna Verde (Alan Scott): Ha sido y continúa siendo el primer personaje en DC en llevar el nombre de Linterna Verde. La llama verde se había introducido en una linterna de metal que cayó en manos de Alan Scott, un joven ingeniero ferroviario. Tras el colapso de un puente del ferrocarril, la llama verde le enseñó a Scott cómo crear un anillo de su propio metal para darle poderes fantásticos. Scott adoptó un disfraz colorido (utilizando los colores rojo y púrpura en su traje aparte del verde) y comenzó a combatir el crimen. Alan Scott ha usado su anillo para volar, caminar a través de objetos sólidos, paralizar o cegar temporalmente a la gente, crear rayos de energía, fundir metal como un soplete y hacer que objetos peligrosos brillen, entre otras cosas. Ha empleado el anillo ocasionalmente para crear objetos sólidos o campos de fuerza, y para leer mentes. Su anillo puede protegerlo contra cualquier objeto hecho de metal, pero no lo protege contra la madera o plantas. Se dice que esto se deba a que la llama verde es una encarnación de la fuerza de "las cosas verdes y vivas".
- Wildcat (Ted Grant): es uno de los tres miembros de SJA originales en el equipo actual, comportándose a veces como un tipo pendenciero, cumpliendo el rol de tío para los otros compañeros de equipo y otras tantas veces de instructor de boxeo, ya que había obtenido el cinturón máximo en la categoría peso pesado. Frecuentemente entra en disputas con Power Girl de similar carácter, especulándose que esté atraído por ella. Ted Grant ha tenido varias relaciones notables con varias mujeres: Irina (la madre del hijo de Ted, Jake, después de que este fuera secuestrado por Yellow Wasp, ellos se separaron); Selina Kyle (entrenándola, Ted y Selina han compartido una atracción mutua y han tenido una relación, fruto de ella Selina dio a luz a una niña) y la reina Hipólita (Ted e Hipólita compartieron algunos encuentros románticos, hecho relatado en la saga de John Byrne de la Mujer Maravilla, donde Hipólita viajó atrás en el tiempo y se convertiría en la Wonder Woman de la WW2. Ted luego se consternaría visiblemente por la muerte de Hipólita en el crossover de DC Nuestros Mundos en Guerra, Our Worlds at War).
- Starman (Ted Knight): nació en la riqueza a fines del 1910, siendo hijo del empresario Daniel Knight. Ted Knight fue testigo de la tecnología inventada por el profesor Abraham Davis. Ted había descubierto una radiación cósmica de naturaleza desconocida y durante un accidente en su laboratorio, Ted "cargaba" el Gravity Rod con esta energía. Posteriormente se enteró de que la recién cargada varilla permitía al usuario volar y proyectar ráfagas de la energía como calor o fuerza. Poco después, diseñó un uniforme para sí y tomó el nombre de "Starman".
- Doctor Fate (Kent Nelson): Kent Nelson nació en el año de 1928 siendo hijo de Sven Nelson, un arqueólogo y Celestina Babcock Nelson, una médium espiritual. Celestina Nelson murió bajo circunstancias desconocidas poco después del nacimiento de Kent y Kent se convirtió en un apéndice de su viajero. En 1940, Sven y Kent están llevando a cabo una excavación en el Valle de Ur en Mesopotamia, cuando el joven Nelson topó por casualidad con un antiguo sarcófago que contenía el cuerpo de un ser gigante, Nabu el Sabio. Al abrir el sarcófago, Nabu fue puesto en libertad de inmediato y con un gas venenoso mató al padre de Kent. Nabu, un místico Señor de la Orden del planeta Cilia, tuvo piedad del joven y utilizó su magia para bloquear el dolor de la mente del niño. A lo largo de los meses, Nabu educó a Kent Nelson en las diversas formas del misticismo, sobre todo la enseñanza para lanzar hechizos y poder volar.
- Sandman: Wesley Dodds es un filántropo millonario que pasó su infancia en Oriente, donde estudió artes marciales, alquimia, botánica y papiroflexia. Usa un traje de tres piezas, junto un sombrero Fedora y una máscara de gas de la Primera Guerra Mundial para luchar contra el crimen bajo el alias de Sandman. Aunque al principio era un hombre misterioso, se hizo una figura pública y empezó a usar un traje más típico de superhéroe.
- Hourman: Rex Tyler es un farmacéutico que invento una pastilla que le otorga fuerza, velocidad, resistencia, reflejos y vigor sobrehumano por una hora exacta.
- Star-Spangled Kid
- Chica Halcón
- El Espectro
- Doctor Mid-Nite

### Otros Miembros
- Adán Negro (Nueva Tierra)
- Batman (Tierra - 2)
- Canario Negro I (Tierra - 2) Madre de Dinah Lance
- Cazadora
- Doctor Medianoche
- Flecha Verde (Tierra - 2)
- Johnny Thunder y Thunderbolt
- Magog (Nueva Tierra)
- Mister Terrific
- Mujer Maravilla (Tierra - 2)
- Power Girl
- Red Tornado I
- Red Tornado II
- Robin
- Shazam (Nueva Tierra)
- Superman (Tierra - 2)
- Superman (Tierra - 22/Kingdom Come)

## Revisión post Crisis en las Tierras Infinitas
Uno de los esfuerzos de Roy Thomas para resolver las inconsistencias creadas por la Crisis era presentar algunos personajes sustitutos para Superman, Batman, y la Mujer Maravilla, en una continuación de la serie All-Star Squadron que se titula  The Young All-Stars.
Es así como en una revisión editorial sin precedentes, los acontecimientos de la edad de oro y de plata son significativamente reinterpretados. Tras la Crisis, la historia de la Sociedad se mantuvo intacta salvo por la aparición de personajes como Batman, Superman y la Mujer Maravilla, cuya presencia fue suprimida. Esto se hizo para evitar la confusión de que hubiese un Superman de los años 40 y otro en la actualidad (o el mismo pero más viejo). Es así como en la nueva retro continuidad, en el invierno de 1940 Adolf Hitler, armado con el poder místico de la misteriosa lanza del Destino y apoyado por el ejército del Eje, se preparaba para invadir una desprevenida Inglaterra. Ocho hombres enmascarados detuvieron la invasión en una batalla entre dos continentes contra fuerzas humanas y místicas. A instancias del Presidente Roosvelt los ocho permanecieron juntos y formaron el primer grupo de superhéroes: la Sociedad de la Justicia de América. Con el paso de los años sus filas aumentaron con multitud de "hombres misteriosos", entre ellos la amazona Hipólita bajo el nombre Mujer Maravilla.
La Sociedad de la Justicia de América se mantendría en activo hasta principios de los años cincuenta, cuando se negaron a revelar sus identidades secretas en una interpelación del Senado estadounidense enmarcado en plena histeria anticomunista. Muchos de sus miembros se retiraron, aunque otros como el Espectro siguieron en activo de forma encubierta.
Con el paso de los años se hizo evidente que los miembros de la Sociedad de la Justicia de América apenas envejecían. Esto era posible porque durante una de sus primitivas aventuras fueron impregnados por la energía cronal de Ian Karkull, uno de sus enemigos. Así pues, aunque el grupo ya no operaba oficialmente, sus miembros se mantenían en plena forma. Con la aparición de Superman comenzó una nueva edad heroica basada en las hazañas de la Sociedad de la Justicia de América y paulatinamente aquellos héroes originales volvían a la actividad.
Los dos Flash, Jay Garrick y Barry Allen, se conocieron y liberaron Keystone City del estado de animación suspendida en el que se encontraba. Por otra parte, Hawkman I (Carter Hall), Hawkgirl I (Shiera Saunders) se unieron a la Liga de la Justicia de América, e hicieron de enlace entre la vieja y la nueva generación. Pero lo más importante fue la reformación de la propia Sociedad de la Justicia, que cada año viviría una aventura en conjunto con la Liga. En una ocasión histórica, ambos grupos liberaron a los Siete Soldados de la Victoria después de que sus miembros se encontrasen desperdigados en distintas épocas pasadas, arrojados allí luego de un combate contra el Hombre Nébula.
La Sociedad de la Justicia de América estaba integrada básicamente por sus viejos componentes, pero muy pronto llegó sangre nueva. Power Girl apareció en la Tierra y se encontró con Superman asegurando que era su primo, si bien esto no parecía posible. El Hombre de Acero se la presentó a la Sociedad para que la adiestrasen, y poco después se unió al grupo. Por otra parte surgió el grupo Infinity Inc, cuyos fundadores eran hijos o herederos de la Sociedad, incluyendo a la propia Power Girl.
Entretanto, DC decidió que había llegado la hora de sacar a la SJA de la continuidad activa. En un cómic único de 1986 llamado Los Últimos Días de la Sociedad de la Justicia de América se involucra a la SJA en una batalla contra las fuerzas del mal donde se unen a los dioses nórdicos, repitiendo la batalla en Ragnarök continum una y otra vez (escrito por Thomas, con el dibujo de David Ross y Mike Gustovich). Solo Power Girl, Star-Spangled Kid, el Espectro y Dr. Destino escaparon del cataclismo.
Thomas también revistió el origen de la SJA para la continuidad de la post-crisis en  Orígenes Secretos N.º 31.

## La Sociedad de la Justicia de América (Miniseries y Volumen 1)
El gran interés de los fanes motivó a DC a que devolviera a la SJA a los años 90. En una serie limitada de ocho números La Sociedad de la Justicia de América  cuenta una historia de la JSA ambientada en los años cincuenta y publicada en 1991. En los cuatro números de la serie limitada Armageddon: Infierno, la SJA regresaba a la edad moderna del Universo DC, cuando Waverider transportó a los "daemen" del ínter dimensional Abraxis a Asgard para suplir a la SJA que luchaba en el Ragnarök continum, permitiéndoles así regresar a la Tierra.
En 1992, la JSA tuvo una serie mensual regular titulada la Sociedad de la Justicia de América vol. 1, escrita por Len Strazewski con el arte de Mike Parobeck, ofreciendo al equipo original ajustándose a la vida después de regresar del Ragnarok continum Aunque el cómic se pensó como una serie regular, lamentablemente fue cancelada después de solo diez números. La misma incluyó la primera aparición de Jesse Quick, la hija de los miembros Liberty Belle y Johnny Quickdel All-Star Squadron.

## La Sociedad de la Justicia de América Volumen 3 (2006)
El 6 de diciembre de 2006 una nueva serie se lanzó al mercado con el equipo creativo de Geoff Johns (escritor), Dale Eaglesham (dibujante), y Alex Ross (cubiertas). Según una entrevista en la página web de Newsarama, Alex Ross tiene también el título "honorario" de "consejero" creativo.
El primer número de la nueva serie muestra a tres de los miembros fundadores de la Sociedad de la Justicia: Flash I (Jay Garrick), Linterna Verde (Alan Scott) y Wildcat escogiendo a los miembros de la nueva generación de superhéroes para entrenarlos. Continuando un tema mayor del anterior título de la SJA, esta nueva serie se enfoca en este equipo para seguir el legado de la primera generación a la próxima.
Luego del evento llamado la "Tercera Guerra Mundial", los héroes escogen re construir una nueva Sociedad de la Justicia, invitando a héroes experimentados como Mister Terrific, Power Girl, la nueva Liberty Belle, Hourman II, Stargirl y Doctor Medianoche, muchos con quienes habían trabajado anteriormente con la SJA. Con estas bases, buscaron a los nuevos super seres con poca o ninguna experiencia en el terreno heroico, como Maxine Hunkel, Damage y un nuevo Starman.
El número 1 termina con la muerte de Mr. América y la revelación de que Wildcat tiene un hijo casi adulto al cual no conocía nada sobre él.
En el número 2, Nathan Heywood, el nieto del Commander Steel, es presentado. Nathan era un atleta famoso quien sufrió la amputación de una de sus piernas debido una infección.
Se revela que la madre de Tom (el hijo de Wildcat) trabajaba en un banco siendo salvada por Wildcat durante un robo. Los dos tuvieron una noche romántica y como consecuencia nació Tom. Padre e hijo tuvieron un buen comienzo.
Entretanto, Doctor Medianoche declara la muerte de Mr. América, al mismo tiempo que Hombre Halcón lucha en el pícnic de la familia Heywood contra un nuevo grupo de supervillanos llamados 4.º Reich Nazi quienes estaban bajo las órdenes de Vándalo Salvaje.
Paralelamente a estos acontecimientos, se restaura el Multiverso, la entonces denominada Tierra-Dos es ahora llamada Tierra-2 en donde la primera Crisis on Infinite Earths nunca ha tenido lugar y sus habitantes han seguido adelante con sus vidas. La Sociedad de la Justicia y sus herederos de Infinity Inc. se han unido y se hacen llamar Sociedad de la Justicia Infinita.

## Reinicio del Universo DC
Tras una crisis en el tiempo desatada en la saga Flashpoint, la editorial DC Comics decidió que era hora de darle una nueva vida a sus personajes, tanto, que la JSA ya no existiría para la nueva etapa en el Universo DC. se anunció por parte de los guionistas James Robinson y Nicola Scott que para mediados de 2012 la JSA volvería a ser parte de una nueva Tierra-2, retomando sus continuidad recreada en una tierra paralela, esta nueva JSA será muy diferenta a la que se venía conociendo en el viejo Universo DC, puesto que el Reinicio, se borró su existencia hasta tal punto que el Nuevo Universo DC nunca existió.

## JSA: All Stars
Como el grupo se había tornado muy numeroso y con algunas dificultades internas, DC Comics empezó a publicar un segundo cómic de la SJA en donde vinculaban a los jóvenes de la Sociedad de la Justicia de América: JSA All Stars veía la luz como segunda serie regular al mismo tiempo que sigue editándose la SJA.

## En otros medios

### Televisión

#### Animación
- El episodio de dos partes de la Liga de la Justicia, "Leyendas" rinde homenaje a la Sociedad de la Justicia con el Gremio de la Justicia de América, un equipo de superhéroes imaginarios que existen en otro universo. El equipo está formado por Green Guardsman, Streak, Black Siren, Catman y Tom Turbine, todos ellos basados en los miembros de JSA Alan Scott/Green Lantern, Jay Garrick/Flash, Dinah Drake/Black Canary, Ted Grant/Wildcat y Al Pratt/Atom respectivamente. Lucharon contra el crimen hasta que todos murieron en una guerra nuclear. En el transcurso de los siguientes 40 años, un niño mutado por la radiación llamado Ray Thompson usó sus poderes psiónicos para recrear la JGA como una ilusión hasta que la Liga de la Justicia llegó a su universo y finalmente inspiró a la JGA a sacrificarse para restaurar la realidad. Según los escritores, el equipo creativo originalmente tenía la intención de usar la JSA para el episodio, pero DC Comics se negó porque su representación chocó con la representación post-Crisis on Infinite Earths de sus homólogos cómicos.[39]
- La Sociedad de la Justicia apareció en Batman: The Brave and the Bold, compuesta por Jay Garrick/Flash, Ted Grant/Wildcat, Rex Tyler/Hourman, Charles McNider/Doctor Mid-Nite, Carter Hall/Hawkman, Dinah Drake/Black Canary, Kent Nelson/Doctor Fate, El Espectro, Terry Sloane/Mister Terrific, Alan Scott/Green Lantern, Wesley Dodds/Sandman y Ted Knight/Starman. Esta versión del grupo instruyó a Batman en sus primeros días. Además, Drake murió en acción y le pidió a Grant que cuidara de su hija Dinah Laurel Lance.
- Varios miembros de la JSA aparecen en Young Justice. Según los productores del programa, la mayoría de los miembros originales de JSA están muertos o retirados cuando se desarrolla la serie.[40] El equipo en sí aparece en una secuencia de flashback en el episodio "Humanity", formado por Alan Scott/Green Lantern, Jay Garrick/Flash, Wesley Dodds/Sandman, Ted Grant/Wildcat, Kent Nelson/Doctor Fate y Tornado Rojo. Además, Firebrand también fue miembro por un corto tiempo antes de que se revelara que era un androide creado por T. O. Morrow, mientras que Dan Garrett/Blue Beetle aparece como miembro en el episodio "Failsafe".

#### Acción en vivo
- La Sociedad de la Justicia de América apareció en el episodio de dos partes/película para televisión de Smallville, "Absolute Justice", que consta de Carter Hall/ Hawkman, Kent Nelson/Doctor Fate y Courtney Whitmore/Stargirl.[41] Varios otros miembros aparecen brevemente o en flashback, incluidos Sylvester Pemberton/Star-Spangled Kid, Wesley Dodds/Sandman, Ted Grant/Wildcat, Jay Garrick/Flash, Al Pratt/Atom, Alan Scott/Green Lantern y Tornado Rojo. Shiera Hall/Hawkgirl, Rex Tyler/Hourman, Charles McNider/Doctor Mid-Nite, Terry Sloane/Mister Terrific, El Espectro y Dinah Drake/Black Canary aparecen en un retrato grupal pintado. La JSA, al igual que su encarnación post-Crisis, se presenta como una generación anterior de superhéroes que se vieron obligados a retirarse cuando el gobierno intentó tomar el control de ellos después de determinar sus identidades reales antes de resurgir en el presente para ser mentores de nuevos superhéroes.
- La Sociedad de la Justicia de América aparece en la serie Arrowverso de The CW, Legends of Tomorrow. Esta versión es un equipo de la época de la Segunda Guerra Mundial y consta de Rex Tyler/Hourman, Henry Heywood/Commander Steel, Todd Rice/Obsidian, Courtney Whitmore/Stargirl, Amaya Jiwe/Vixen y Charles McNider / Doctor Mid-Nite.[42][43] En 1942, la JSA trabaja con las Leyendas que viajan en el tiempo para detener a un grupo de nazis después de que obtienen un suero que otorga superpoderes de Eobard Thawne. Después de que su plan es frustrado, Thawne mata a Tyler, lo que lleva a Vixen a unirse a las Leyendas para vengar su muerte. En 1956, la JSA se volvió inactiva cuando se creía que todos menos Obsidian habían muerto durante una misión encubierta. En realidad, recuperaron la Lanza del Destino, un poderoso artefacto con el poder de reescribir la realidad, con la ayuda de Rip Hunter. Después de recuperar la Lanza, Hunter transportó a Stargirl, Steel y Mid-Nite a diferentes puntos en el tiempo para proteger fragmentos de la Lanza y evitar que se vuelva a montar. Sin embargo, la Legión del Mal le lava el cerebro a Hunter para que se una a ellos y recupere cada fragmento, matando a Mid-Nite y Steel en el proceso.
- Dos encarnaciones de la Sociedad de la Justicia de América aparecen en la serie de DC Universe/The CW, Stargirl.[44]
  - El grupo original está formado por Sylvester Pemberton/Starman, Kent Nelson/Doctor Fate, Charles McNider/Doctor Mid-Nite, Jay Garrick/Flash, Alan Scott/Green Lantern, Carter Hall/Hawkman, Shiera Hall/Hawkgirl, Rex Tyler/Hourman, Johnny Thunder y Thunderbolt, Wesley Dodds/Sandman y Ted Grant/Wildcat. Una década antes, la Sociedad de la Justicia fue atacada por la Sociedad de la Injusticia mientras luchaba por saber qué hacer con Eclipso. Cuando llegó Pat Dugan, la mayor parte del equipo había muerto y solo tuvo tiempo de evacuar a un Starman herido de muerte. Antes de morir, este último le dijo al primero que encontrara a alguien digno de empuñar el Bastón Cósmico para mantener vivo el legado de la JSA.
  - En la actualidad, Courtney Whitmore encuentra el Bastón Cósmico, se convierte en Stargirl y reconstruye la Sociedad de la Justicia con Pat como S.T.R.I.P.E. y sus amigos Yolanda Montez, Beth Chapel y Rick Tyler como los nuevos Wildcat, Doctor Mid-Nite y Hourman respectivamente. Al final de la segunda temporada, Whitmore recluta a Cindy Burman para la JSA. Diez años después, como se muestra en el final de la serie, las filas de la JSA han crecido para incluir a Jennie-Lynn Scott/Jade, Todd Rice/Obsidian, Mike Dugan/S.T.R.I.P.E. 2.0, Jakeem Thunder y Thunderbolt, Cameron Mahkent/Icicle, Artemis Crock, Sandy Hawkins/Sand, Grant Emerson/Damage, Solomon Grundy y Richard Swift/Shade. Además, Whitmore y Burman se convirtieron en Starwoman y Dragon Queen respectivamente.
    - Antes del estreno de la serie, los miembros fundadores de JSA de Stargirl hicieron un cameo en el evento cruzado de Arrowverso "Crisis on Infinite Earths", que utilizó imágenes del episodio de Stargirl, "The Justice Society".

### Película
- La Sociedad de la Justicia de América aparece en los créditos iniciales de Justice League: The New Frontier, compuesta por Rex Tyler/Hourman, Ted Grant/Wildcat, Alan Scott/Green Lantern, Jay Garrick/Flash, Dinah Drake/Black Canary, Carter Hall/ Hombre Halcón y Charles McNider / Doctor Mid-Nite. Después de la muerte de Tyler, la JSA se retira, aunque Grant permaneció activo como boxeador profesional.
- Una variación de Earth-2 de la Sociedad de la Justicia de América aparece en Justice Society: World War II. Esta versión del grupo estuvo activa durante la versión terrestre de la guerra titular, está dirigida por Wonder Woman y está formada por Rex Tyler / Hourman, Dinah Drake / Black Canary, Carter Hall / Hawkman, Steve Trevor y Jay Garrick / Flash.
- La Sociedad de la Justicia apareció en la película de DC Extended Universe, Black Adam (2022),[45] dirigida por Carter Hall / Hawkman y compuesta por Kent Nelson / Doctor Fate, Maxine Hunkel / Cyclone y Albert Rothstein / Atom Smasher.[46] Originalmente, Shayera Hol / Hawkgirl y Courtney Whitmore / Stargirl también iban a aparecer como miembros, pero fueron eliminadas a favor de Cyclone.[47][48][49][50][51] Esta versión del grupo son socios de Amanda Waller, quién los asigna para ir a Kahndaq en detener a Teth-Adam, quien había sido liberado. Después de la pelea contra Adam, decidieron hacer una tregua con él, ayudándolo a salvar a Amon Tomaz de Intergang. Una vez que Adam se rindió y fue arrestado, la Sociedad de la Justicia luchó contra Ishmael Gregor, quien había poseído la Corona en convertirse en el demonio Sabbac, durante la pelea Nelson se sacrificó para liberar a Adam, logrando que el equipo triunfara y convirtiéndose en aliados de Adam.
- Además de Black Adam, se informó que se estaba desarrollando una película de Justice Society por Warner Bros. en mayo de 2020.[52]
- En la escena de mitad de créditos de ¡Shazam! La furia de los dioses (2023), Emilia Harcourt y John Economos intentan reclutar a Shazam en la JSA.